# Yuji Nakazawa
Yuji Nakazawa - em japonês, 中澤 佑二 Nakazawa Yūji (Yoshikawa, 25 de fevereiro de 1978) é um ex futebolista japonês que jogava como zagueiro. Atuou de 2002 até 2018, no Yokohama F. Marinos.

## Carreira
Nakazawa começou a jogar futebol em seu país de origem. Jogou para a Yoshikawa Higashi Junior High School e Escola de Alta Tecnologia Misato, mas não atraiu a atenção de olheiros. Determinado a ser um profissional, ele partiu para o Brasil para melhorar suas habilidades de futebol e treinou com o América Mineiro. Durante seu tempo lá, ele venceu o Campeonato Mineiro na categoria júnior e desempenhou um papel fundamental na escalação do técnico Ricardo Drubscky.
Depois de um ano, ele retornou ao Japão e juntou-se ao Verdy Kawasaki em 1998 como estagiário, o que significava que ele não recebeu indenização. Ele impressionou o clube o suficiente para ganhar um contrato profissional plena no ano seguinte. 
Sua primeira J. League foi em 13 de março de 1999, contra o Cerezo Osaka, no Todoroki Athletics Stadium. Ele marcou seu primeiro gol em 10 de abril de 1999 contra o Nagoya Grampus, no mesmo estádio. Naquele ano, ele recebeu o prêmio de Melhor Jovem da J-League no Ano e foi selecionado para a Equipe do ano.
Ele foi transferido para o Yokohama F. Marinos em 2002 e contribuiu para o clube vencer duas vezes consecutivas a J. League, em 2003 e 2004, e a Copa do Imperados em 2008. Ele foi escolhido como o Jogador Mais Valioso da liga em 2004, e em 2013 foi campeão da Copa do Imperador, e em 2018 ele anunciou aposentadoria.

## Seleção japonesa
Impressionado com as atuações do jovem atleta, o técnico da Seleção Japonesa, o francês Philippe Troussier, chamou-o para a equipe nacional em setembro de 1999, disputando um jogo pela Copa Kirin, contra o Irã, disputado no Estádio Internacional de Yokohama. Nakazawa jogou nas eliminatórias olímpicas, bem como a final em Sydney. O primeiro gol marcado pelo zagueiro com a camisa dos Samurais Azuis foi em 13 de fevereiro de 2000, em um jogo qualificatório da Copa da Ásia contra Singapura em Macau. Fez parte do elenco que venceria a Copa da Ásia, disputada no Líbano, tendo jogado 3 partidas na competição. Surpreendentemente, Nakazawa não foi convocado para a Copa de 2002, que teve justamente o Japão como sede, juntamente com a Coreia do Sul. O veterano Yutaka Akita, um dos remanescentes da primeira participação nipônica em Copas, foi convocado em seu lugar.
Sob o comando do brasileiro Zico, Nakazawa formou dupla de zaga com Tsuneyasu Miyamoto. Jogou em todos os jogos do Japão na Copa da Ásia de 2004 e marcou 3 gols, com destaque para o tento marcado na semifinal contra o Bahrain, conquistando o bicampeonato da competição.
Disputou ainda a Copa de 2006, na Alemanha, mas a equipe não conseguiu avançar para a fase de oitavas-de-final. Após o torneio, ele anunciou sua aposentadoria do futebol internacional, com apenas 28 anos. No entanto, 6 meses depois, ele reviu a decisão e Ivica Osim o convocou para um amistoso contra o Peru, em 24 de março de 2007  Participou da Copa da Ásia de 2007, mas o Japão não repetiu o desempenho das edições anteriores, ficando em quarto lugar.
Em 14 de fevereiro de 2010, Nakazawa fez seu centésimo jogo pela equipe nacional do Japão contra a Coreia do Sul, no Estádio Olímpico de Tóquio. Com isso, tornou-se o terceiro japonês (após Masami Ihara e Yoshikatsu Kawaguchi) a atingir 100 internacionalizações pelo seu país. Mais tarde nesse ano, Yasuhito Endo também alcançou 100 jogos com a camisa do Japão. 
Convocado para a Copa de 2010, Nakazawa jogou as 4 partidas do Japão, que viria a ser eliminado pelo Paraguai nos pênaltis. No torneio, o jogador conseguiu um feito: durante 390 minutos, não cometeu nenhuma falta, superando o recorde do brasileiro Lúcio na Copa de 2006.

## Títulos
Yokohama F. Marinos
- J. League: 2003, 2004
- Copa do Imperador: 2013

Japão
- Copa da Ásia: 2000, 2004

## Títulos individuais
- Jogador revelação da J-League 1999
- Melhor jogador da J-League(MVP) 2004
- 11 melhores da Copa da Ásia 2004
- 11 melhores da J-League 1999, 2003, 2004, 2005, 2008, 2013